# Rudolf Scharping
Rudolf Scharping, född 2 december 1947 i Niederelbert i Westerwaldkreis, är en tysk politiker (SPD). Han var ordförande för SPD 1993–1995, ministerpresident i Rheinland-Pfalz 1991–1994, partiledare i Europeiska socialdemokratiska partiet 1995-2001 och försvarsminister 1998–2002. I förbundsdagsvalet i Tyskland 1994 var Scharping SPD:s kanslerkandidat, men valet vanns av den sittande kristdemokratiske förbundskanslern Helmut Kohl.